# Embu das Artes
Embu das Artes è un comune del Brasile nello Stato di San Paolo, parte della mesoregione Metropolitana de São Paulo e della microregione di Itapecerica da Serra.
La città in passato si chiamava ufficialmente solo Embu, ed era nota con il soprannome Embu das Artes. Un referendum tenutosi il 1º maggio 2011 ha approvato con il 66% di voti favorevoli il nuovo nome ufficiale di Estância Turística de Embu das Artes.